# かちかち山

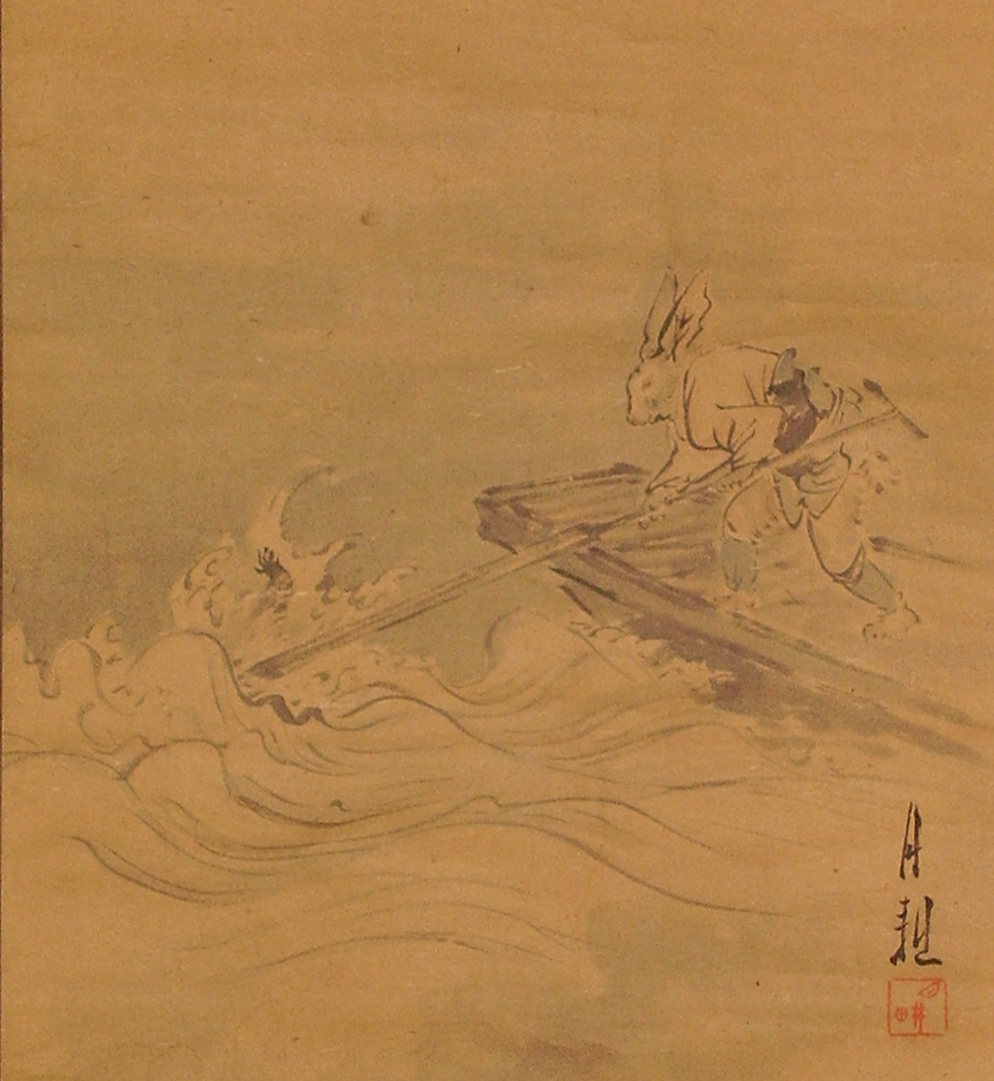
『かちかち山』（尾形月耕）

かちかち山（かちかちやま）は、老婆を残虐に殴り殺したタヌキを、老爺に代わってウサギが成敗する日本の民話。
題名の「かちかち山」とは、タヌキが背負った柴にウサギが火打石で火をつけようとした際、石の音を怪しんだタヌキに対して答えたウサギの言葉によるといわれる。江戸時代には「兎の大手柄」とも呼ばれていた。
東くめ作詞・瀧廉太郎作曲の童謡が存在している。

## あらすじ

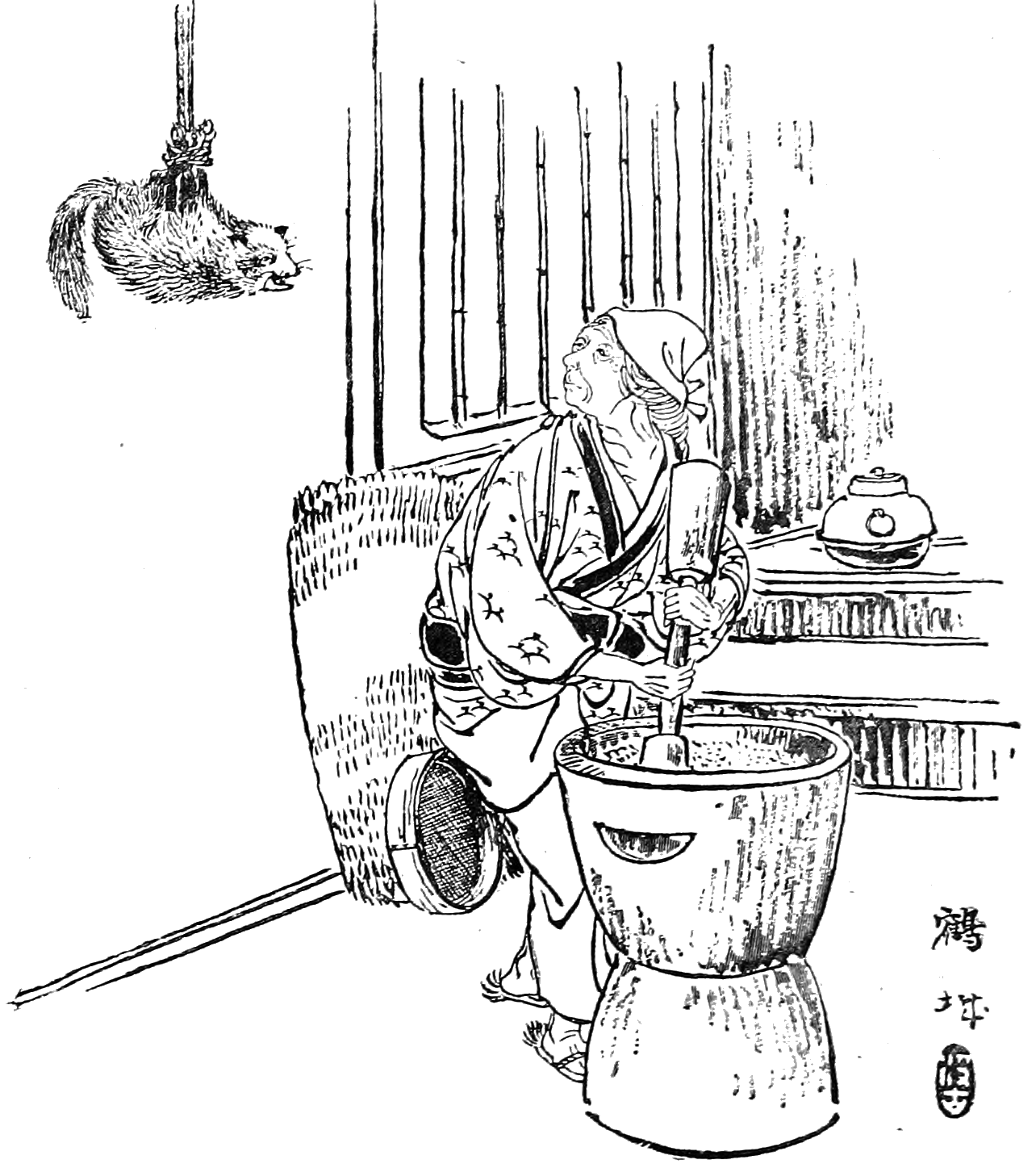
媼に話しかけるタヌキ

昔ある所に畑を耕して生活している老夫婦がいた。
老夫婦の畑には毎日、性悪なタヌキがやってきて不作を望むような囃子歌を歌う上に、せっかくまいた種や芋をほじくり返して食べてしまっていた。業を煮やした翁（おきな）はやっとのことで罠でタヌキを捕まえる。
翁は、媼（おうな）にタヌキを狸汁にするように言って畑仕事に向かった。タヌキは「もう悪さはしない、家事を手伝う」と言って媼を騙し、縄を解かせて自由になるとそのまま媼を杵で撲殺し、その上で媼の肉を鍋に入れて煮込み、「婆汁」（ばぁ汁）を作る。そしてタヌキは媼に化けると、帰ってきた翁にタヌキ汁と称して婆汁を食べさせ、それを見届けて正体を表すと、「婆汁食べた、婆汁食べた！流しの下の、骨を見ろ！」と嘲り笑って山に帰った。翁は追いかけたがタヌキに逃げられてしまった。

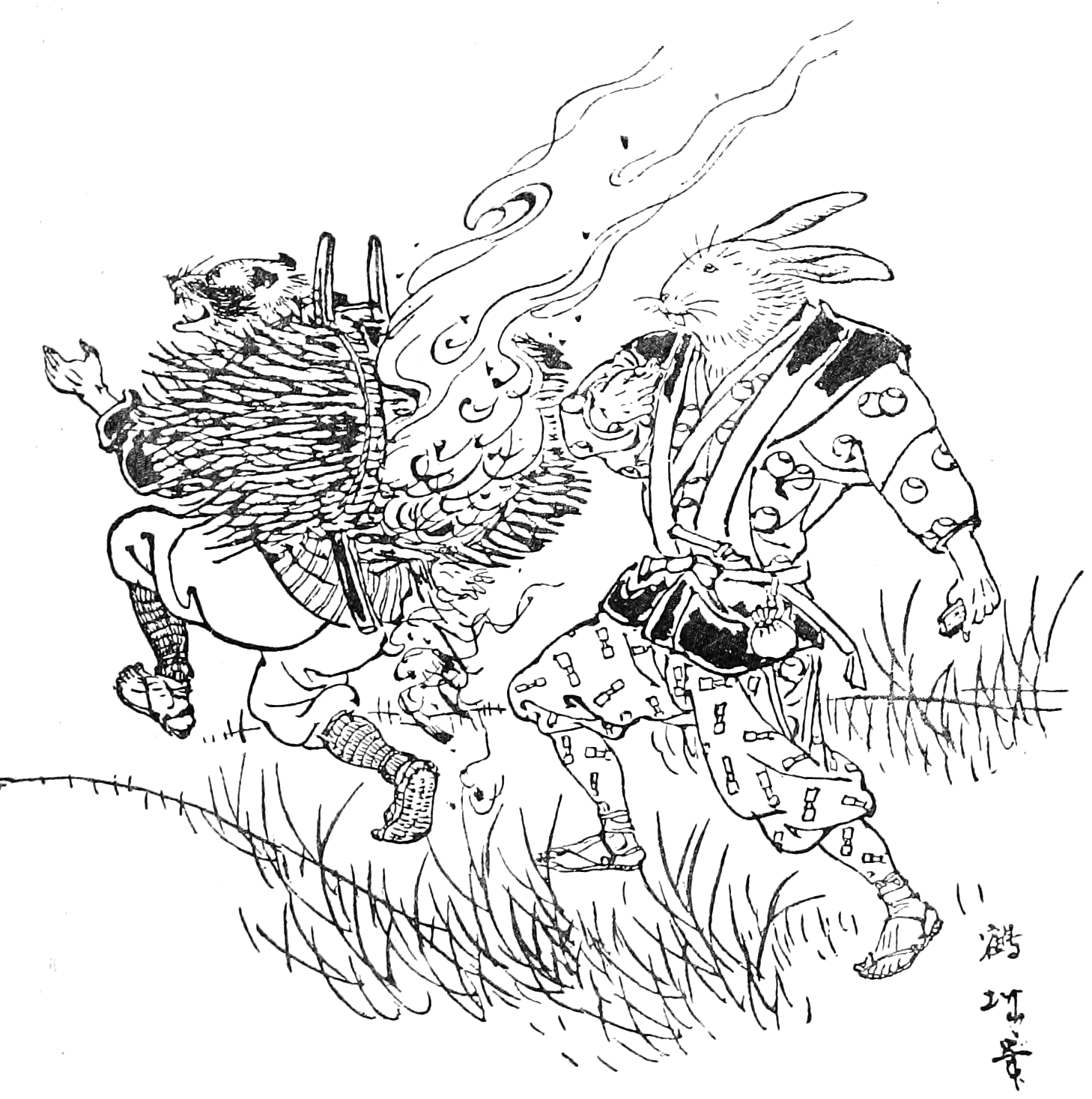
タヌキの背負う柴に火を付けたウサギ

翁はオイオイと声をあげて泣いていた。そこで近くの山に住む仲良しのウサギに相談する。「仇をとりたいが、自分には、かないそうもない」と。事の顛末を聞いたウサギは媼の仇を討つため、タヌキ成敗に出かけた。
まず、ウサギは金儲けを口実にタヌキを柴刈りに誘う。その帰り道、ウサギはタヌキの後ろを歩き、タヌキの背負った柴に火打ち石で火を付ける。火打ち道具の打ち合わさる「かちかち」という音を不思議に思ったタヌキがウサギに尋ねると、ウサギは「ここはかちかち山だから、かちかち鳥が鳴いている」と答え、結果、タヌキは背中にやけどを負うこととなった。
翌日、ウサギはタヌキに良く効く薬だと称してトウガラシ入りの味噌を渡す。これを塗ったタヌキはさらなる痛みに散々苦しむこととなった。

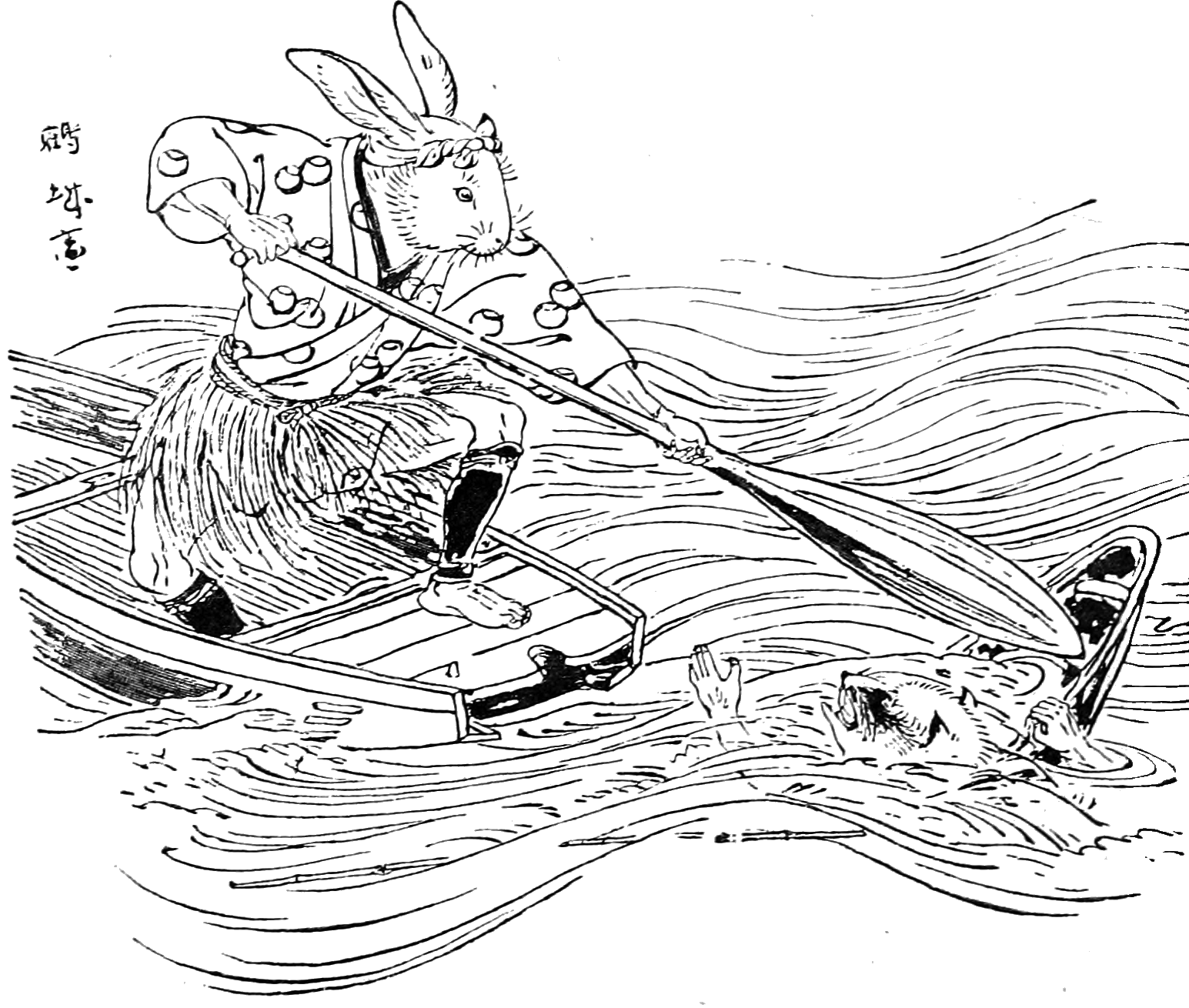
沈む泥船から助けを求めるタヌキだが、艪で沈めさせるウサギ

タヌキのやけどが治ると、最後にウサギはタヌキの食い意地を利用して漁に誘い出した。ウサギは木の船と一回り大きな泥の船を用意し、思っていた通り欲張りなタヌキが「たくさん魚が乗せられる」と泥の船を選ぶと、自身は木の船に乗った。沖へ出たところでウサギは「木の船すいすい、泥船ぶくぶく」と船端を叩きながら歌い、「この歌を歌えば魚がたくさん寄ってくる」とタヌキを騙す。タヌキが教わったとおりに歌いながら船端を思いっきり叩いた途端、泥の船はくずれて沈みだし、タヌキはウサギに助けを求めるが、逆にウサギに「婆様の仇だ、思い知れ!!」と艪で沈められ、海に溺れてタヌキは死に、ウサギは見事に媼の仇を討ったのだった。

## 解説

### 基本構造
室町時代末期には現在の形で成立していたとみるのが一般的である。
ウサギは知恵者、人間の味方として描かれ、タヌキは他の昔話や民話でもそうであるように、人間をだます者、人間を化かす者として描かれる。平安時代からすでにみられる、キツネ・タヌキ・ムジナを人間や地蔵や物に化けて人間を困らせるものとして描く類型のひとつ。
この物語は三部構成、あるいは三つの話の複合形態をとっているとみることができる。
第一話：人間に悪戯をする動物が捕らえられる話（翁がタヌキをとらえる）

第二話：人間に捕えられた動物が知恵で人間をやりこめる話（タヌキが媼を殺して逃げる）

第三話：人間は出てこず、動物同士の争いの話（ウサギがタヌキを懲らしめ仇討ちをする）

ウサギがタヌキを懲らしめるために行う火責めと水没といった事柄は、決してタヌキを無意味に痛ぶるために行われているのではなく、世界各地や日本でも古代から中世にいたるまで政治的にも行われていた裁判の一形態である、いわゆる「盟神探湯」の考え方にちなんでいる。ウサギは裁判官の役目を担わされているのである。もし、タヌキが無実であるならば、やけどもしないし溺れもしないはずだという暗黙の前提で書かれている物語である。
現在の唐辛子はもともと日本になくポルトガル人の渡来以降に持ち込まれたとする説をとって、第三部は本来は火責めと水没のみであり、その間に挿入された唐辛子を使う部分は江戸時代になってから付け加えられたとする見方もある。ただし、ここで使われる刺激物は話によって唐辛子のみならずからし、タデの汁、味噌などのバリエーションがあり、刺激物が変わっただけの可能性もある。
また、人を殺して汁に料理したタヌキを罰している点から、カニバリズム（食人）に対する極めて強い憎悪を想起させ、日本の数ある説話や昔話の中でも異色といってもよい。

### 評価の変化・内容の改変

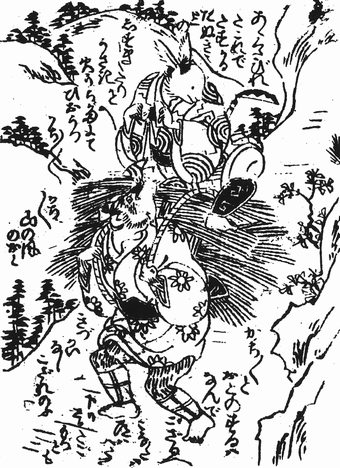
『かちかち山』（財団法人東洋文庫蔵、江戸時代）。タヌキの背負う柴の束にウサギが火をつける場面。

勧善懲悪の『桃太郎』なども、村から財宝や娘を盗んだ鬼であるにもかかわらず、鬼は何も悪くないのに成敗されたとして鬼に感情移入してしまう読み方があるが、同様に、かちかち山においてもウサギに懲らしめられるタヌキが気の毒であると読む人もいる。そこで、江戸時代には、タヌキに同情すべきところはないとするために、タヌキが懲らしめられるシーンの一部を削ったものが存在する。江戸時代後期の帆足万里は『記翁媼事』で、第三部のうちタヌキが火傷をさせられるシーンを省いている。媼を殺して翁に媼入りの羹（とろみのあるスープのこと）を食べさせてまんまと逃げたタヌキ、それに続くのは、タヌキがケガをして寝込んでいたらウサギが医者としてやってきた、というシーンである。「かちかち山」の題名の由来になるはずの火打石でかちかちという行動も台詞も、もちろんまったくない。
そうした「悪人を悪人として描く」ための江戸時代にはすでにあった改変とは別に、遅くとも戦時中までには他の昔話と同様に、「残酷」とされるシーンを割愛あるいは改変した出版がなされるようになった（老婆は殺されずに重傷にとどまる、ウサギがタヌキの命までは取らず、改心したタヌキが老夫婦に自ら謝罪し二度と悪事をしなくなるなど）。
なお、かちかち山の後にぼうぼう山となっている所が多い中、「ぼうぼう鳥の啼き声」だとする物語もある。

### 地方ごとの差異
他の昔話同様、いくつかの地方に細部の異なる民話の存在が知られている。タヌキがウサギと再会するたびに「よくもやってくれたな」ととがめるが「それはよそのウサギだろう、自分は知らないよ」とウサギがとぼける掛け合いが入っていたり、東北地方ではウサギとクマの話としても聞かれる。
また、新潟県には、タヌキを殺したウサギが人間の家に上がり込み、死んだタヌキを料理して食べてしまうが、その家の人間に見つかり殺されるというパターンが存在する。

## 盟神探湯の類話
火によって有罪無罪を確かめる盟神探湯の類型は、『古事記』にもすでにみられる。木花咲耶姫（コノハナサクヤヒメ）は瓊々杵命（ニニギノミコト）の子を身ごもったが、瓊々杵命は、たった一夜の契りで身ごもったことに不信をいだき、自分の子ではなく国津神（クニツカミ）の子ではないかと疑った。これに対して、木花咲耶姫は「もし、国津神の子なら無事に出産できないでしょう。天津神（アマツカミ）である瓊々杵命の子なら無事に出産できるでしょう」と言い残し、隙間をすべて壁土で塞いだ無戸室に入り出産の準備をした。木花咲耶姫は産気づいたところで室に火を放ち、炎の中で無事に子を産み落とし貞操を証明した。

## 太宰治版かちかち山
太宰治の『お伽草紙』ではかちかち山を新解釈で書き直し、美少女と男の宿命物語としている。
ウサギを十代後半の潔癖で純真（ゆえに冷酷）な美少女に置き換えている。対するタヌキは、そのウサギに恋をしているがゆえに、どんな目にあってもウサギに従い続ける愚鈍大食な中年男として書かれている。
少女は敵討ちという名目で生理的嫌悪を感じているタヌキを虐待し、男はウサギの歓心を買いたいばかりに嫌われてもただ従い続ける。「惚れたが悪いか」と言い残して溺死して水底に沈む男を見送る美少女が、汗を拭いながら美しい風景に微笑を浮かべて終わる、と言う少女の純粋さゆえの悪意と恋する男の惨めさを描いた作品となっている。
全編に落語的な言い回しが多用されており、太宰の落語好きな面をうかがわせる作品でもある。テレビ東京「月曜・女のサスペンス」にて「カチカチ山殺人事件」のタイトルでドラマ化されたが、時代は現代に設定され、少女はOLなどの改変がある。

## 後日譚
朋誠堂喜三二は、1777（安永6）年、黄表紙『親敵討腹鞁』（おやのかたきうてやはらつづみ）を著し、狸の息子が兎を仇討する話を書いた。そこでは、天然痘の薬として兎の生き胆が役に立つということを踏まえ、狸に討たれた兎が生き胆を役立てるというストーリーになっている。また、地口として、狸が兎を一刀両断にすると、鵜（ウ）と鷺（サギ）に分かれるという言葉遊びにもなっている。

## 模擬裁判
2009年、日本で裁判員制度が導入されるのを前に、小学校2校でかちかち山を題材とした模擬裁判が行われた。この模擬裁判の被告人は、タヌキを死に至らしめたウサギ。罪名および罰条は殺人罪（刑法199条）。
- 2009年（平成21年）1月29日、香川県の香川大学教育学部附属坂出小学校で、高松地方裁判所の協力のもと、現役裁判官（判事補）が参加した同話を題材とする模擬裁判形式の研究授業が行われた[5]。児童を数グループに分けて議論を経て、裁判官の示した刑期より重い「懲役9年」の判決となった。
- 同年7月24日、長崎県壱岐市で、法テラス壱岐のスタッフ弁護士の主催で、同話を題材にした小学生を対象とした模擬裁判が行われた。壱岐市内の小学校で、6年生が裁判官、裁判員、検察官、弁護士に分かれて評議した結果、被告人である「ウサギ」に対して「懲役15年」の判決が言い渡された[6]。

なお、松本喜久夫は、中学生が演じる戯曲として、かちかち山を題材にして、検事（カメ）の論告、弁護人（キツネ）と被告人（ウサギ）の陳述（判決は作品中では下されない）などで構成される戯曲「カチカチ山裁判」を書き、単行本『おれはロビンフッド』（晩成書房、2001年、 ISBN 978-4-89380-258-3）に収録した。
また、2015年8月11日、NHK教育テレビの三回シリーズ「昔話法廷」の第2話として、ドラマ「“カチカチ山”裁判」が放映された（脚本：今井雅子）。同作ではタヌキは通りかかった村人に助けられ、検察側証人として証言台に立っている。